# カイフ・リー
カイフ・リー（李開復、1961年12月3日 - ）は、台湾生まれのアメリカ人計算機科学者、起業家、投資家、ライターである。彼は現在、中国の北京を拠点としている。
リーは、カーネギーメロン大学の論文で博士号を取得時、話者に依存しない連続音声認識システムを開発した。彼は、最初はApple、次にSGI、Microsoftで働いた後、Googleで管理職として働いた。
彼は、インタラクティブサービスのコーポレートバイスプレジデントになった2000年にマイクロソフトと1年間の競業避止契約を締結したため、2005年にGoogleと前の雇用主であるマイクロソフトとの間の法的紛争の焦点となった。
中国のインターネット部門で最も著名な人物の1人であり、1998年から2000年までMicrosoft Research Asiaの創設ディレクターを務め、 2005年7月から2009年9月4日までGoogle China社長を務めた。作成したWǒxuéwǎng（Chinese: 我学所属;点灯。 「私はインターネットを学ぶ」 ）は、若い中国人が彼らの研究とキャリアで達成するのを助けることに専念しており、彼の「中国の大学生への10通の手紙」はウェブ上で広く普及している。彼は中国で最もフォローされているマイクロブロガーの1人であり、特にSina Weiboでは5000万人以上のフォロワーがいる。
リーは、2018年の著書「AI Superpowers：China、Silicon Valley、and the New World Order」で、中国がAIの世界的リーダーになるために急速に前進しており、中国の人口統計と巨大なデータセットの蓄積により、米国を上回る可能性を説明している。 PBS Amanpourプログラムに関する2018年9月28日のインタビューで、彼は、人工知能は、すべての機能を備えてもなお、創造性や共感能力を得ることができないと述べた。

## バックグラウンド
リーは台湾の台北で生まれた。彼は中国四川省出身の立法者で歴史家の李天民の息子である。リーは、2011年10月に出版された中国語と英語の自伝「Making a World of Difference」で、彼の個人的な生活とキャリアの歴史を詳しく説明している。

## キャリア

### 教育
1973年、リーは米国に移住し、テネシー州オークリッジの高校に通った。彼はコロンビア大学を優等で卒業し、1983年にコンピューターサイエンスの理学士号を取得し、1988年にカーネギーメロン大学でコンピュータサイエンスの博士号を取得した。
カーネギーメロン大学では、リーは機械学習とパターン認識のトピックに取り組んだ。 1986年、彼とSanjoy Mahajanは、ビル開発した。これは、1989年に米国のコンピュータープレーヤーの全国大会で優勝したボードゲームオセロをプレイするためのベイズ推定ベースのシステムである。 1988年に、彼はCMU Sphinxに関する博士論文を完成させた。これを彼は、最初の大語彙、話者に依存しない、継続的な音声認識システムであると主張している。
リーは、音声認識に関する2冊の本と、コンピュータサイエンスに関する60本以上の論文を執筆している。彼の博士論文は1988年にKluwer社のモノグラフ「Automatic Speech Recognition: The Development of the Sphinx Recognition System（ISBN 0898382963 ）」として出版された。同じくカーネギーメロン大学の研究者であるAlex Waibelと共同で、Readings in Speech Recognition（1990、ISBN 1-55860-124-4 ）を編集した。

### Apple、Silicon Graphics、およびMicrosoft
カーネギーメロン大学の教員として2年間勤務した後、リーは1990年に主任研究員としてAppleに入社した。 Apple（1990–1996）にいる間、彼はPippin, PlainTalk, Casper（音声インターフェース）、MacのGalaTea（テキスト読み上げシステム）を担当するR＆Dグループを率いた。
リーは1996年にシリコングラフィックスに移り、1年間はWeb製品部門のバイスプレジデントを務め、もう1年間はマルチメディアソフトウェア部門であるCosmoSoftwareのプレジデントを務めた。
1998年、リーはマイクロソフトに移って中国の北京に行き、そこでマイクロソフトリサーチ（MSR）部門を設立する上で重要な役割を果たした。 MSR Chinaは、後にMicrosoft Research Asiaとして知られるようになり、世界で最も優れた情報科学研究所の1つと見なされた。リーは2000年に米国に戻り、2000年から2005年にかけてMicrosoftのインタラクティブサービス部門のコーポレートバイスプレジデントに昇進した。

### MicrosoftからGoogleへの移籍
2005年7月、リーはマイクロソフトを離れてGoogleの役職に就いた。Googleは、250万ドルの現金の「契約金」と1年後の150万ドルの現金支払いを含む、1,000万ドルを超える支払いに同意した。このことは、Google社内では「前例のないパッケージ」と呼ばれた。
2005年7月19日、マイクロソフトは、Googleが同社のインタラクティブ・サービス担当の元VPを採用したことで、ワシントン州の裁判所にGoogleとリーを提訴した。リーは、レドモンドに本社を置くソフトウェア企業を退職してから1年以内にGoogleで働くことは、競業避止義務に違反すると主張した。マイクロソフトは、リーがGoogleで働くことを認めれば、独占的な情報をGoogleに開示することは避けられないと主張した。
2005年7月28日、ワシントン州上級裁判所のスティーブン・ゴンザレス裁判官は、マイクロソフトに一時的な差し止め命令を与えた。これにより、リーは2006年1月9日に予定されている裁判までマイクロソフトと競合するGoogleプロジェクトに取り組むことができなくなった。公聴会の後、9月13日、ゴンザレス裁判官は、リーがGoogleで働くことを許可する判決を下したが、2006年1月に裁判にかけられるまで、いくつかの技術プロジェクトでの作業を開始することを禁じた。リーは、中国でGoogleの従業員を募集し、ライセンスについて政府関係者と話すことは引き続き許可されたが、検索や音声認識などのテクノロジーに取り組むことは禁止された。リーはまた、この件が2006年1月に裁判にかけられるまで、中国でのGoogleの予算、給与、研究の方向性を設定することを禁じられた。
訴訟が裁判にかけられる前に、2005年12月22日、Googleとマイクロソフトは、非公開条件で和解に達したと発表し、両社間の5か月間の紛争を終結させた。
Google Chinaで、リーは中国市場での会社の設立を支援し、成長を監督した。彼の在職中、 Google.cn地域のウェブサイトが立ち上げられた。彼はまた、国内のエンジニアと科学者の会社のチームを強化した。
2009年9月4日、リーはGoogleからの辞任を発表した。彼は、「非常に強力なリーダーシップチームが配置されているので、私のキャリアの次の章に進むのは非常に良い瞬間のように思えた」と語った。 Googleのアラン・ユースタス（当時エンジニアリング担当シニアバイスプレジデント）は、「中国で提供するサービスの品質と範囲を劇的に改善し、ユーザーと広告主の利益のためにWebの革新を継続できるように支援した」と述べた。リーが去ってから数か月後、Googleは検閲をやめ、中国本土のサーバーを香港に移すと発表した。

### Sinovation Ventures
2009年9月7日彼は"Innovation Works"（後に"Sinovation Ventures"に変更）と呼ばれる1億1,500万ドルのベンチャーキャピタル（初期段階のインキュベーションおよびシードマネービジネスモデル）ファンドの詳細、インターネットおよびモバイルインターネットビジネス、またはクラウドコンピューティングとして知られる広大なホスティングサービスで、年間5つの成功した中国の新興企業を発表した。Innovation Worksファンドには、YouTubeの共同創業者であるスティーブ・チェン氏、電子機器の受託製造を行うFoxconn社、PCメーカーLenovo社の親会社であるLegend Holdings社、WI Harper Group社などが出資している。
2010年9月、リーは、中国のユーザ向けに2つのGoogle Androidプロジェクトについて説明した。中国のユーザ向けに調整されたスマートフォンOSであるTapasと、Android用のデスクトップ電話マネージャーであるWandoujia（SnapPea）である。
2012年12月、Innovation Worksは、2番目の2億7,500万米ドルのファンドを閉鎖したと発表した。
2016年9月、同社は社名をInnovation Worksから“Sinovation Ventures”に変更し、6億7,400万米ドル（45億元）の資本注入を完了したと発表した。 その時点のSinovation Venturesの総資金規模は10億米ドルを超えている。2018年4月、Sinovation Venturesは5億米ドルのファンドIVを発表した。現在までに、二重通貨で管理されているSinovation Venturesの総資産は20億米ドルに達し、主に中国に300を超えるポートフォリオを投資してきた。

## これまでの仕事
- 2005年7月 - 2009年9月4日: Googleバイスプレジデント; Google Chinaプレジデント
- 2000 - 2005年7月: Microsoft のNatural Interactive Services Division（NISD）のコーポレートバイスプレジデント[31]
- 1998年7月 - 2000年: 中国のマイクロソフトリサーチアジアの創設者兼マネージングディレクター
- 1997 - 1998年: シリコングラフィックス マルチメディアソフトウェア事業部コスモソフトウェアプレジデント
- 1996年7月 - 1997年: シリコングラフィックス.、Web製品担当副社長兼ゼネラルマネージャー
- 1996 - 1996年: Apple インタラクティブメディアグループ、バイスプレジデント
- 1994 - 1996年: Apple Advanced Technology Group インタラクティブメディアディレクター
- 1991 - 1994年: Apple スピーチ＆ランゲージテクノロジーグループマネージャー
- 1990 - 1991年: Apple プリンシパルスピーチサイエンティスト
- 1990年7月: カーネギーメロン大学助教授
- 1988 - 1990年カーネギーメロン大学の研究コンピュータ科学者[32]

## 教育
- 博士号コンピュータサイエンス、カーネギーメロン大学、1988年
- BSでコンピュータサイエンス、コロンビア大学、1983

## 顕著な実績
- 世界経済フォーラムのグローバルAI評議会議長
- アジアハウスアジアビジネスリーダー2018 [33]
- IEEEフェロー（2002年に就任）
- 100人会委員
- タイム100、2013 [34]
- カーネギーメロン大学名誉博士号
- 香港城市大学名誉博士号

## 出版物
- パーソナルベストになる（《做最好的自己》、2005年9月にPeople's Publishing Houseから出版）。
- 未来への歩み（《与臨同行》、2006年10月にPeople's Publishing Houseから出版）。
- 愛をこめて学生へ（《一往情深》、2007年10月発行人民出版社）。
- 違いの世界を作る-Kai-FuLee Biography（《世界因你而不同》、2009年9月にChina CITIC Pressから出版）。
- Weibo Changes Everything（《微博改変変える》、2011年2月に北京Xiron Books Co.、Ltdから出版）。
- Seeing Life Through Death （《向死而生》、2015年7月にChina CITIC Pressから出版）。
- 人工知能（《人工智能》、2017年5月に北京Xiron Books Co.、Ltdから発行）。
- Kai-Fu Lee (September 25, 2018). AI Superpowers: China, Silicon Valley, and the New World Order. Boston, Mass: Houghton Mifflin. ISBN 9781328546395. OCLC 1035622189[3][4]
  - 『AI世界秩序 : 米中が支配する「雇用なき未来」』李開復 著; 上野元美 訳, 日経BP日本経済新聞出版本部, 2020.4 ISBN 978-4-532-17658-7
- AI 2041: ten visions for our future Random House, 2021
  - 『AI 2041 : 人工知能が変える20年後の未来』カイフー・リー, チェンチウファン 著; 中原尚哉 訳, 文藝春秋, 2022.12 ISBN 978-4-16-391642-2

## 論争
リーは、Weiboを使用して中国のインターネット制御について不満を述べた後、3日間Weiboから締め出された。 2013年2月16日の投稿では、速度の遅さと不安定さが海外企業の中国での重要な機能の特定をどのように妨げているかについてのウォールストリートジャーナルの記事を要約している。 2013年1月、彼はまた、政府の検閲官との対立の間に広州に本拠を置く新聞のスタッフへのサポートを投稿した。他にも、政府がGitHubをブロックしていることを声高に批判しており、これは中国の競争力に悪影響を及ぼしていると述べた。

## 私生活
リーは2013年9月5日にWeiboにリンパ腫と診断されたと投稿した 。2018年12月、リーはサンフランシスコでの終末期のエンドウェルシンポジウムで次のように述べた。「私はマニアックな仕事中毒でした。その仕事中毒は、私がステージIVリンパ腫と診断された約5年前に突然終了した。」この突然の癌の発症により、彼は「すべてのお金と物事が私の健康や家族の愛を取り戻すことはできない」ことに気づいた。

## インタビュー
- 今週のBBCインタビュー：李開復（2018）
- Kai-Fu Lee on the future of AI - The TED Interview (2019)
- 人工知能（AI）ポッドキャス- 李開復：AI超大国-中国とシリコンバレー（2019）

## 参考
- カイフ・リー: AIによって私達は人間らしさを取り戻せる - TED2018